# Johann Ernst I. von Isenburg-Büdingen

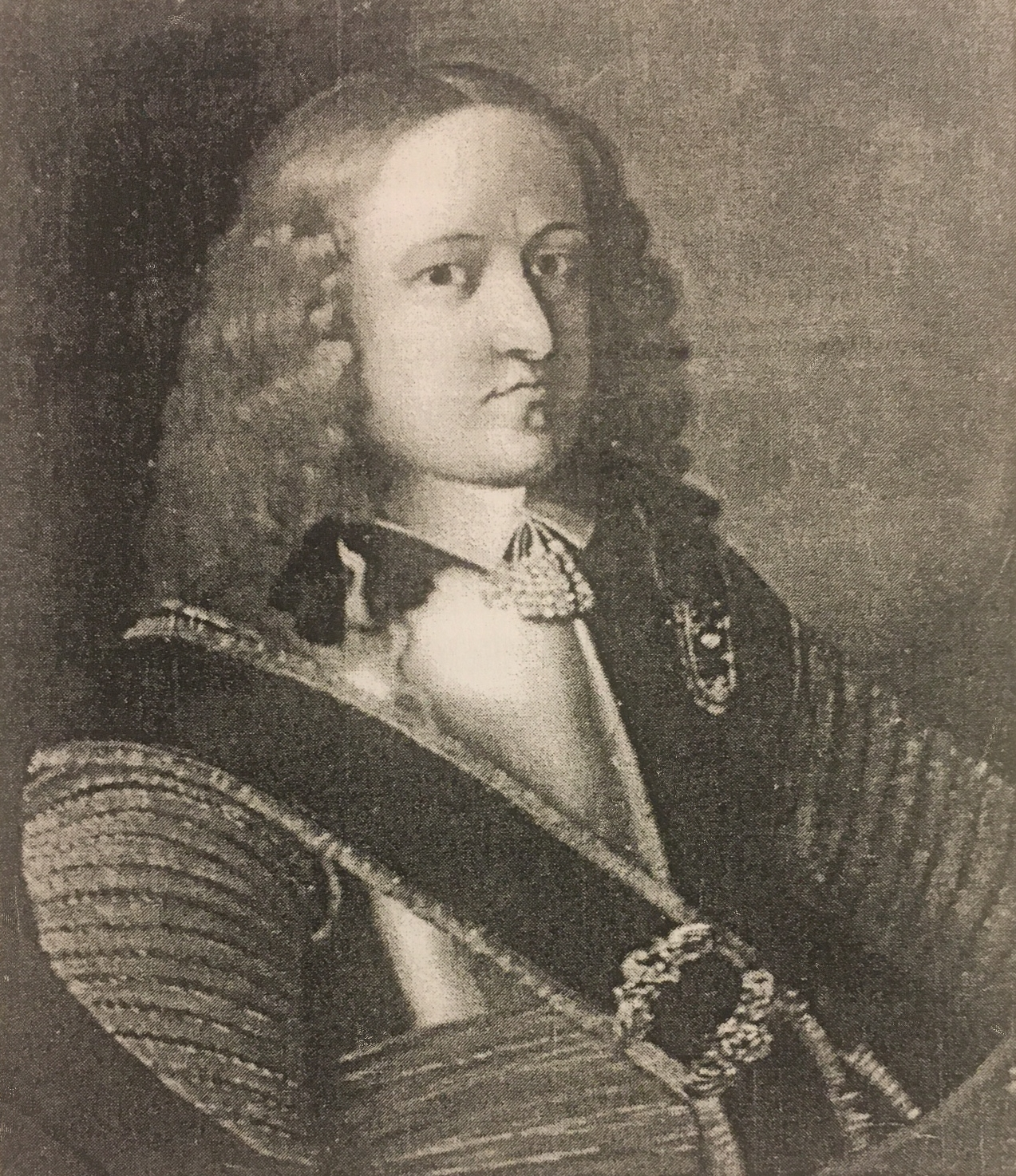
Johann Ernst I. Graf von Isenburg Büdingen (1625–1673)

 Johann Ernst I. zu Isenburg-Büdingen (* 21. Juni 1625 in Birstein; † 8. Oktober 1673 in Büdingen) ist Begründer der Büdinger Linie der Isenburger.

## Herkunft
Graf Johann Ernst I. zu Isenburg-Büdingen war das letzte Kind des Grafen Wolfgang Ernst I. von Isenburg-Büdingen (1560–1633) und entsprang dessen dritter Ehe, mit Gräfin Juliane zu Sayn-Wittgenstein (1583–1627). Nach dem frühen Tod seiner Mutter (in seinem Babyalter) und seines Vaters (als Johann Ernst acht Jahre alt war) wuchs er, durch Vermittlung seines Vormunds, des ältesten Halbbruders Wolf Heinrich von Isenburg (1588–1635), am Hofe des Grafen Ludwig Heinrich von Nassau in Dillenburg auf.

## Leben
Nach Abschluss der Schule in Dillenburg, wechselte er zum Militärdienst in die Niederlande. Hier blieb er zunächst bis zum Westfälischen Frieden und kehrte nach Aufforderung durch seinen Halbbruder Wilhelm Otto (1597–1667) zurück.
Nach der Rückkehr in die Heimat, 1648 übernahm Johann Ernst die Verwaltung des gemeinsamen Erbes für seinen kränklichen Bruder Ludwig Arnold (1616–1662) und bezog das durch die Kriegsereignisse stark mitgenommene und in seiner Bausubstanz veraltete Schloss in Wächtersbach. Mit Brautwerbung, baulichen und organisatorischen Vorbereitungen dauerte es schließlich zwei Jahre, bis im Schloss Wächtersbach Hochzeit gefeiert werden konnte.
Im Laufe der Jahre überführte Johann Ernst das Schloss Wächtersbach nicht nur in einen gut bewohnbaren Zustand, sondern baute es auch konsequent aus. Das Gebäude erhielt „durchweg drei Geschosse …. die mit den Türmen in gleiche Dachhöhe gebracht wurden“. Der Schlosshof wurde gepflastert, ein neuer Reitstall gebaut, und vieles Weiteres renoviert. Auch ein „Lustgarten“ mit einem Brunnen gehen auf Johann Ernst I. zurück. Gleichzeitig strebte Johann Ernst I. eine Vergrößerung und Sicherung des Besitzes an. In einem Vertrage von 1661 mit seinem Halbbruder Wilhelm Otto erreichte Johann Ernst I. die vollständige Übernahme des Stammschlosses Büdingen, in das er seinen Regierungssitz überführte.
Als Johann Ernst I. am 8. Oktober 1673 in Büdingen starb, hatte noch keines der Kinder das Mündigkeitsalter erreicht. Seine Frau Marie Charlotte übernahm zunächst die Vormundschaft. Unter den gleichberechtigten vier verbliebenen Brüdern kam es 1687 „zu einer Aufteilung der Büdinger Stammlinie in vier, fast gleich große Teile. Der zweite überlebende Sohn Ferdinand Maximilian erbte Stadt und Schloss Wächtersbach mit den Dörfern Hesseldorf und Weilers, das Gericht Spielberg sowie den Mainzoll bei Hofstetten (Gemünden am Main) und wurde so zum Begründer der bis heute fortlebenden Wächtersbacher Linie. Das Wächtersbacher Schloss erhielt den Charakter einer ständigen Residenz“. In letzter Konsequenz wurde 14 Jahre nach dem Tod Graf Johann Ernsts von Ysenburg die endgültige Teilung der Grafschaft in zwei Hauptlinien, die Büdinger und die Birsteiner vollzogen.

## Familie
Johann Ernst I. heiratete am 15. Juni 1650 Gräfin Marie Charlotte zu Erbach (1631–1693), eine Tochter des Grafen Georg Albrecht I. zu Erbach und seiner ersten Gemahlin Magdalene, einer geborenen Gräfin von Nassau-Dillenburg. Mit ihr hatte er 12 Kinder:
- Georg Ernst (1651–1652)
- Johann Ludwig (1652–1654)
- Anna Amalie (1653–1700)
- Philipp Ernst (1655–1672), studierte in Marburg, starb an den Blattern
- Elisabeth Juliane (*/† 1656)
- Friedrich Wilhelm (1658–1676), fiel bei der Belagerung von Philippsburg
- Wolfgang Ernst (1659–1676), starb an Typhus auf dem Bremen-Verdener Feldzug
- Johann Casimir (1660–1693), Stifter der Linie zu Büdingen
- Ferdinand Maximilian (1662–1703), Stifter der Linie zu Wächtersbach
- Georg Albrecht (1664–1724), Stifter der Linie zu Meerholz
- Louise Albertine (1665–1754), starb unverheiratet
- Karl August (1667–1725), Stifter der Linie zu Marienborn

Wegen der fehlenden Primogenitur  wurde die Grafschaft nach Johann Ernsts Tod unter den vier überlebenden Söhnen Johann Casimir, Ferdinand Maximilian I. zu Ysenburg-Büdingen in Wächtersbach, Georg Albrecht zu Ysenburg und Büdingen in Meerholz und Karl August zu Ysenburg-Büdingen-Marienborn aufgeteilt. Die älteste Tochter Anna Amalie heiratete 1679 den Grafen Wilhelm Moritz I. von Ysenburg-Büdingen-Philippseich zu Ysenburg-Birstein (1657–1711), aus welcher Ehe 1688 Wilhelm Moritz II. zu Ysenburg-Philippseich hervorging.